# An Cafe
An Cafe lub też jako Antic Cafe, Antique Café (jap. アンティック-珈琲店- Antikku Kafe) – japoński zespół pop-rockowy zaliczający się do nurtu visual kei i oshare kei, powstały w 2003 roku przez miku (wokal), Bou (gitara) i kanon’a (bas).
30 kwietnia 2007 Bou opuścił zespół, a po niespełna dwóch tygodniach do zespołu dołączyli takuya (gitara) i Yu-ki (keyboard).

## Historia
Antic Cafe został założony w maju 2003 przez wokalistę miku, gitarzystę Bou oraz basistę kanona. Poprzedni zespół miku, Reverie, został rozwiązany dwa miesiące wcześniej. Mimo że An Cafe nie miał jeszcze perkusisty, muzycy zagrali parę małych koncertów jako support innych j-rockowych i j-popowych zespołów. An Cafe wydał dwa nagrania demo: „Opu-ngu” oraz „Uzumaki senshokutai/Hatsukoi”. Oba dema były limitowane i sprzedawane jedynie przed owymi koncertami.
W tym czasie Teruki należał do zespołu Feathers-blue, lecz opuścił go w sierpniu 2003 roku, stając się stałym członkiem An Cafe. W tym składzie An Cafe dawało małe koncerty przez około rok.
W 2004 roku zespół wydał pierwszy oficjalny singel – „Candy Holic”, gdy podpisali kontrakt z wytwórnią Loop Ash. W pierwszym tygodniu po premierze singel trafił na drugie miejsce Oricon, japońskiej listy przebojów.
Podczas kolejnych miesięcy członkowie zespołu dużo koncertowali, wydali też single „√69”, „Cosmos”, „Touhikairo” i „Tourai cafe”. Utwory te zaczęły się pojawiać na różnych kompilacjach japońskiej muzyki. Magazyn SHOXX wydał również specjalne DVD/VT, zawierające ciekawostki o zespole.
W grudniu 2004 zespół zakończył rok krótką trasą koncertową po Japonii. Ostatni koncert tej trasy odbył się w Yokohama Hall. W styczniu 2005 ukazał się pierwszy mini-album An Cafe, Amedama Rock, który był kompilacją poprzednich wydawnictw. Miesiąc później pojawił się nowy singel, „Karakuri Hitei”.
Latem 2005 zespół wydał trzy single: „Tekesuta Kousen” (w lipcu), „Escapism” (sierpień) i „Merrymaking” (wrzesień). W listopadzie do sklepów trafił pierwszy długogrający album zespołu – Shikisai Moment. W poszczególnych utworach obecna typowa dla An Cafe melodia, jednak wyraźnie było słychać, że grupa eksperymentowała z nowymi instrumentami.
Album Shikisai Moment odniósł sukces w Japonii. Następnie na rynku pojawiło się kilka nowych singli, a w 2006 roku wydano kolejny album.
W 2007 roku zespół udał się do Stanów Zjednoczonych, aby udzielić tam wywiadu dla American Anime Convention Akon. Ogłoszono też odejście z zespołu gitarzysty Bou. Zagrał on ostatni koncert 30 kwietnia 2007 roku. W połowie maja do Antic Cafe dołączyło dwóch nowych członków: gitarzysta takuya oraz keyboardzista Yuuki. Pierwszy singel zespołu w nowym składzie, „Kakusei Heroism”, ukazał się w sierpniu tego samego roku. Trzy miesiące później grupa wydala kolejny singel, „Ryuusei Rocket”, zaś pod koniec roku ogłosiła pierwszą zagraniczną trasę koncertową po Europie, która odbyła się w 2008 roku.
W lutym 2008 roku wprowadzono na rynek singel zatytułowany „Cherry Saku Yuuki!!”, a w kwietniu album Gokutama Rock Cafe. Latem rozpoczęły się występy z cyklu ANCAFESTA'08 – SUMMER DIVE, które były częścią świętowania piątej rocznicy zespołu. Krótko po tym wydano kolejny maxi-singel, Koakuma USAGI no koibumi to machine gun e.p., a marcu singel „AROMA”. Zaplanowano również kolejną zagraniczną trasę, tym razem światową, obejmującą kraje Europy, Ameryki Południowej i Północnej. W sierpniu wydano maxisingel „NatsuKoi★NatsuGAME”, a we wrześniu nowy album, BB Parallel World.
Po koncercie w Budōkanie 4 stycznia 2010 zespół zawiesił działalność jako An Cafe, jednak ogłosił, że następny koncert ma zamiar zagrać podczas festiwalu Summer Dive.
Obecnie każdy z członków zespołu ma zajęcie związane z muzyką. miku jest wokalistą zespołu o nazwie Lc5 z którym wydał już dwa single, „Loveless” oraz „STORY”, kanon po odejściu z An Cafe pracował nad projektem Pinky Distortion, a obecnie gra razem z kanon Wakeshima w projekcje kanonxkanon. Wspólnie wydali singel „Calendula requiem”. Reszta zespołu wspiera Teruki u Dog in the Parraler World Orchestra, takuya gra na gitarze u Piko, a Yuuki na klawiszach w duecie Dacco.
1 kwietnia 2012, po dwóch latach przerwy, zespół ogłosił wznowienie działalności.
22 czerwca 2018 wydano oświadczenie, że po zakończeniu koncertu w EX Theater Roppongi (który odbył się 9 stycznia 2019) zespół zostanie rozwiązany – z niego odeszli wszyscy, z wyjątkiem miku.

## Członkowie zespołu

### Obecni członkowie
- miku (jap. みく) – wokal[6]
- takuya – gitara elektryczna[6]
- kanon (jap. カノン) – gitara basowa[6]
- Yu-ki (jap. ゆうき) – keyboard[6]
- Teruki (jap. 輝喜) – perkusja[6]

### Byli członkowie
- Bou (jap. 坊) – gitara elektryczna (2003–2007)[6]

## Dyskografia
| Single | Single | Single                                                 |
| Lp.    | Tytuł | Data premiery                                          |
| ------ | --- | ------------------------------------------------------ |
| 1      | Ōpu ● ngu (jap. オープ●ング) | 17 czerwca 2003                                        |
| 2      | Uzumaki senshokutai / Hatsukoi (jap. ウズマキ染色体/ハツコイ) | 2 lipca 2003                                           |
| 3      | Kyandeihorikku (jap. キャンデーホリック) | 24 marca 2004                                          |
| 4      | Hatsukoi (jap. ハツコイ) | 29 maja 2004                                           |
| 5      | √69 | 9 czerwca 2004                                         |
| 6      | Tōhikairo (jap. 逃避回路) | 16 września 2004                                       |
| 7      | Komidari (jap. 孤妄) | 24 listopada 2004; 29 listopada 2006 (edycja Kosumosu) |
| 8      | Kiri kiri... (jap. キリキリ キリキリ・・・) | 8 grudnia 2004                                         |
| 9      | Ame no hankagai (jap. 雨の繁華街) | 13 grudnia 2004                                        |
| 10     | Lea Lea Cafe Tōrui -Kōhī-ten- (jap. Lea Lea Cafe 盗塁-珈琲店-) | 25 grudnia 2004                                        |
| 11     | Antikku Kōhī-ten-*, Shelly Trip Realize Shelly Tic -Kōhī-ten- (jap. アンティック-珈琲店-*, Shelly Trip Realize – Shelly Tic -珈琲店-)                                      | 11 stycznia 2005                                       |
| 12     | Karakuri hitei (jap. カラクリ否定) | 30 marca 2005                                          |
| 13     | Aurora | 6 kwietnia 2005                                        |
| 14     | Tekesuta kōsen (jap. テケスタ光線) | 20 lipca 2005                                          |
| 15     | Esukapizumu (jap. エスカピズム) | 24 sierpnia 2005                                       |
| 16     | Merimeikingu (jap. メリメイキング) | 21 września 2005                                       |
| 17     | 10′s Korekushon māchi (jap. 10′s コレクション マァチ) | 1 marca 2006                                           |
| 18     | Bonds~Kizuna~ (jap. Bonds~絆~) | 19 maja 2006                                           |
| 19     | Sumairu ichiban ī ♀ (jap. スマイル一番 イイ♀) | 20 września 2006                                       |
| 20     | Sunōshīn (jap. スノーシーン) | 18 października 2006                                   |
| 21     | Kakusei hiroizumu～The Hero Without A „Name”～ (jap. 覚醒ヒロイズム～The Hero Without A „Name”～)                                                                          | 22 sierpnia 2007                                       |
| 22     | Ryūsei roketto (jap. 流星ロケット) | 7 listopada 2007                                       |
| 23     | Cherry saku yūki!! (jap. Cherry咲く勇気!!) | 27 lutego 2008                                         |
| 24     | Shō akuma USAGI no koibumi to mashingan (jap. 小悪魔USAGIの恋文とマシンガン)                                                                                               | 29 października 2008                                   |
| 25     | AROMA | 11 marca 2009                                          |
| 26     | Natsukoi★Natsu GAME (jap. 夏恋★夏GAME) | 12 sierpnia 2009                                       |
| 27     | Kimi no machi (jap. キミノマチ) | 21 kwietnia 2013                                       |
| 28     | Bee Myself Bee Yourself 〜Jibunrashiku kimi rashiku umareta sutōrī wa hajimattenda〜 (jap. Bee Myself Bee Yourself 〜自分らしく君らしく生まれたストーリーは始まってんだ〜) | 12 czerwca 2013                                        |
| 29     | Itai onna 〜No Pain, No Love? Japain Girls In Love〜 (jap. イタイ女 〜No Pain, No Love? Japain Girls In Love〜)                                                            | 10 lipca 2013                                          |
| 30     | Ōkami Man ～Let’s Make Precious Love～ (jap. 狼Man ～Let’s Make Precious Love～)                                                                                           | 14 sierpnia 2013                                       |
| 31     | Sennen DIVE!!!!! (jap. 千年DIVE!!!!!) | 26 sierpnia 2014                                       |
| 32     | Mōsō momō soro soro (jap. モウソウモモウソロソロ) | 24 września 2014                                       |
| 33     | JIBUN | 16 marca 2016                                          |
| 34     | Atsukunare / Ikiru tame no 3-byō rūru (jap. 熱くなれ / 生きるための3秒ルール)                                                                                              | 14 września 2016                                       |
| 35     | Ikenai mōsō kakeru×Abunai chinjū (jap. イケない妄想×アブない珍獣) | 4 października 2017                                    |
| 36     | Negai goto wa 1-tsusa (jap. 願い事は1つさ) | 28 marca 2018                                          |
| Albumy | |                                                        |
| 1      | Amedama rokku (jap. 飴玉ロック) | 23 lutego 2005                                         |
| 2      | Shikisai mōmento (jap. 色彩モーメント) | 9 listopada 2005                                       |
| 3      | Magnya Carta (jap. マグニャカルタ Magunya Karuta) | 29 listopada 2006 (Japonia); 6 czerwca 2007 (Europa)   |
| 4      | Goku mamashī Rock Cafe (jap. 極魂Rock Cafe) | 14 marca 2008 (Europa); 9 kwietnia 2008 (Japonia)      |
| 5      | Harajuku Dance Rock | 13 marca 2009 (USA); 6 kwietnia 2009 (Europa)          |
| 6      | BB Parareru wārudo (jap. BBパラレルワールド) | 9 września 2009                                        |
| 7      | Antikku -Kōhī-ten- (jap. アンティック-珈琲店-) | 9 grudnia 2009                                         |
| 8      | amazing blue | 8 sierpnia 2012                                        |
| 9      | Hikagyaku ZiprocK (jap. 非可逆 ZiprocK) | 6 listopada 2013 (Japonia); 6 stycznia 2014 (Europa)   |
| 10     | Rafu・Songu (jap. ラフ・ソング) | 22 lutego 2017                                         |
| 11     | Best 2015〜2018 | 5 grudnia 2018                                         |